# Rasbora sarawakensis
Rasbora sarawakensis és una espècie de peix cipriniforme de la família dels ciprínids.

## Morfologia
Els mascles poden assolir els 3,8 cm de longitud total.

## Distribució geogràfica
Es troba a Malàisia (Sarawak) i Indonèsia.